# Lîpî, Camenița
Lîpî (în ucraineană Липи) este un sat în comuna Ceabanivka din raionul Camenița, regiunea Hmelnîțkîi, Ucraina.

## Demografie
Componența lingvistică a localității Lîpî
     Ucraineană (100%)
Conform recensământului din 2001, toată populația localității Lîpî era vorbitoare de ucraineană (100%).